# Ganvié
Ganvié es una ciudad africana situada en Benín. Su población es de 20 000 habitantes, y es uno de los principales reclamos turísticos del país, ya que está ubicada dentro del lago Nokoué. Debido a su peculiar situación, sólo se puede acceder a ella en barco.
El pueblo se estableció en los siglos XVI y XVII por la gente Tofinu, establecidas en el lago debido a que la religión del Dahomey prohibía a los guerreros entrar en el agua, por lo que la laguna era un territorio seguro para las otras tribus.
Esta ciudad se caracteriza, originalmente, porque la mayor parte de las labores que desempeñan sus habitantes, se realizan en el campo, los cuales son las principales industrias del pueblo. A día de hoy, viven principalmente de la pesca, pero también cada vez más en el turismo.

## Galería de fotos

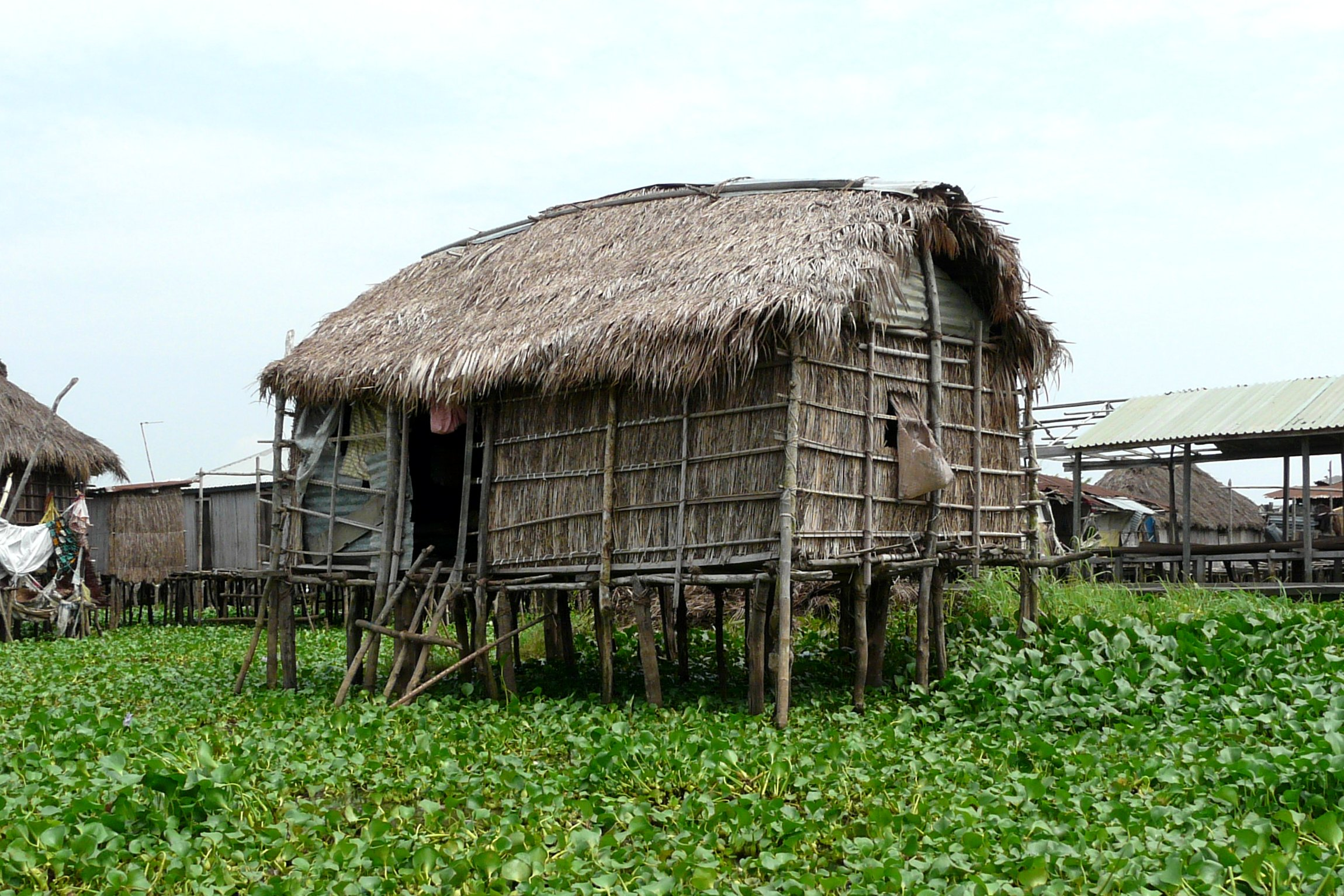
Choza
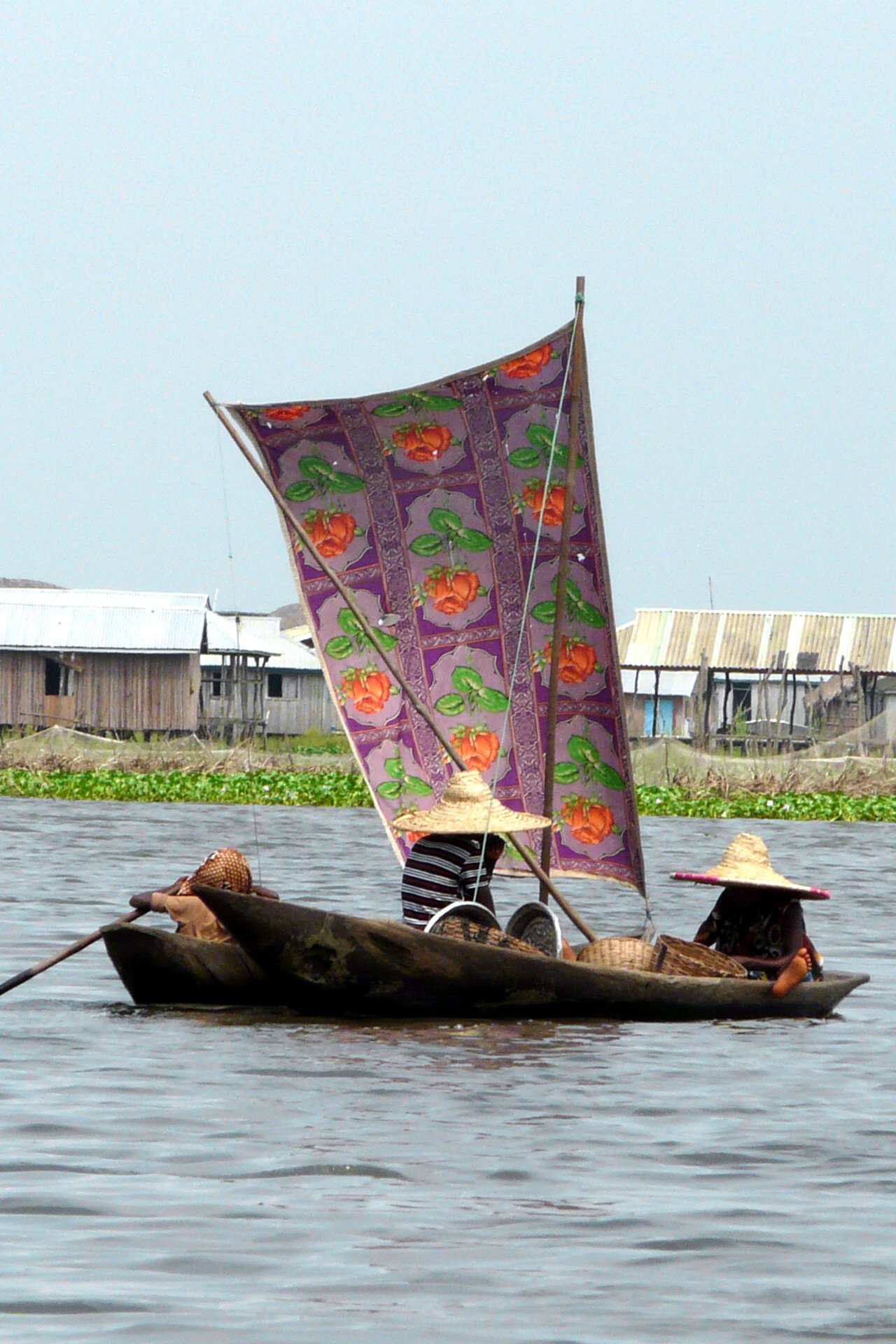
Barco de pesca
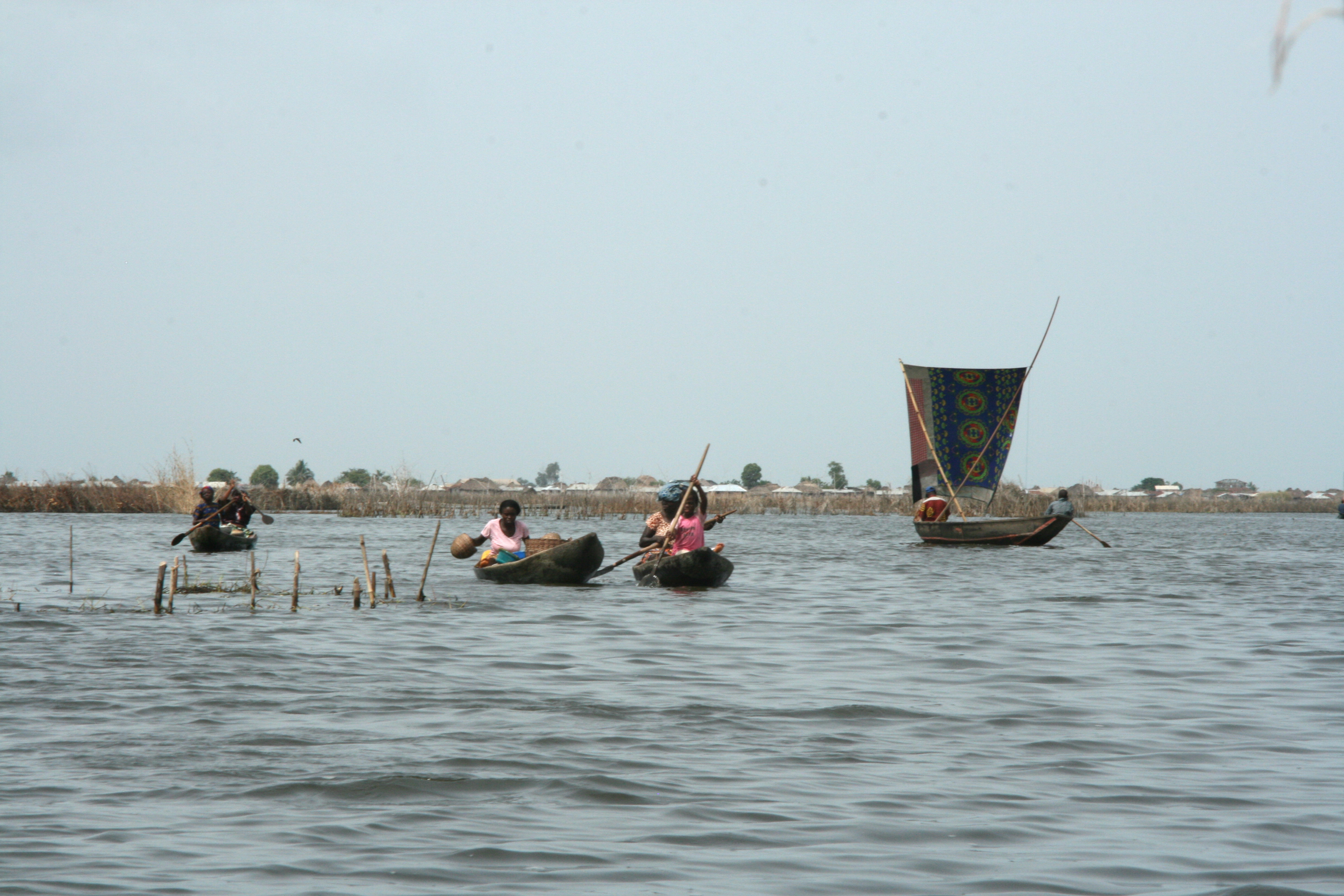
Grupo de canoas
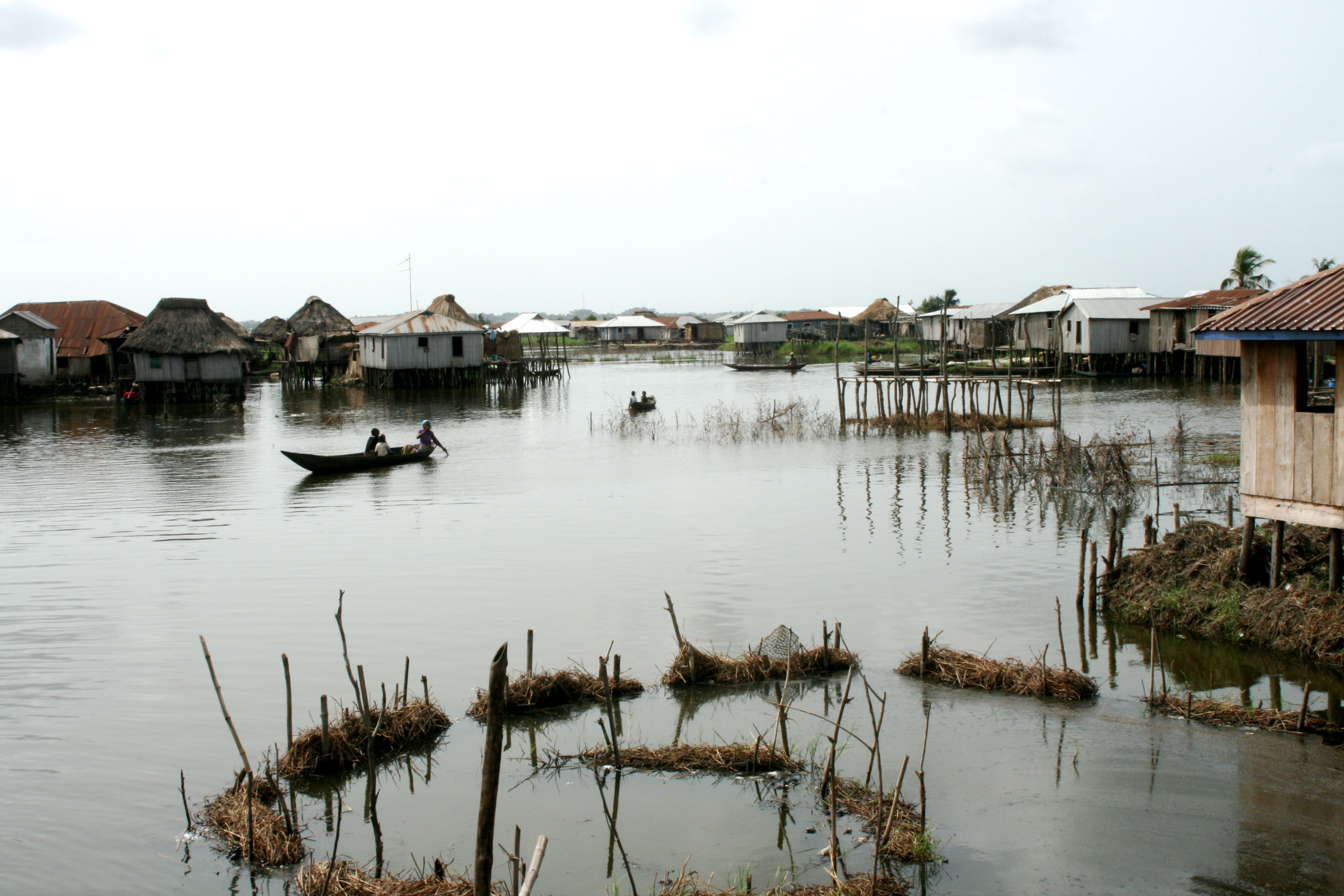
Parte de la aldea
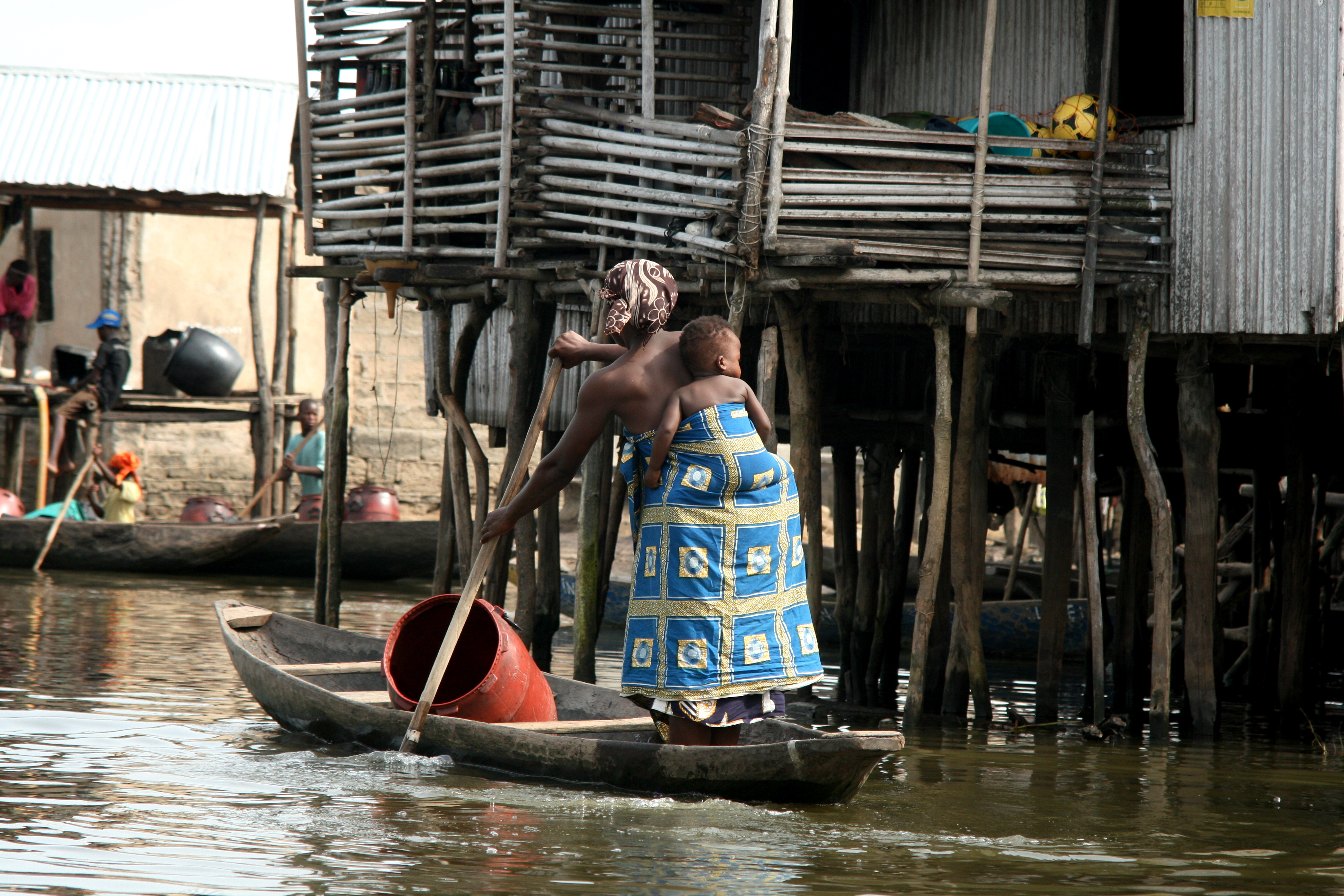
Residentes del pueblo paseándose en canoa
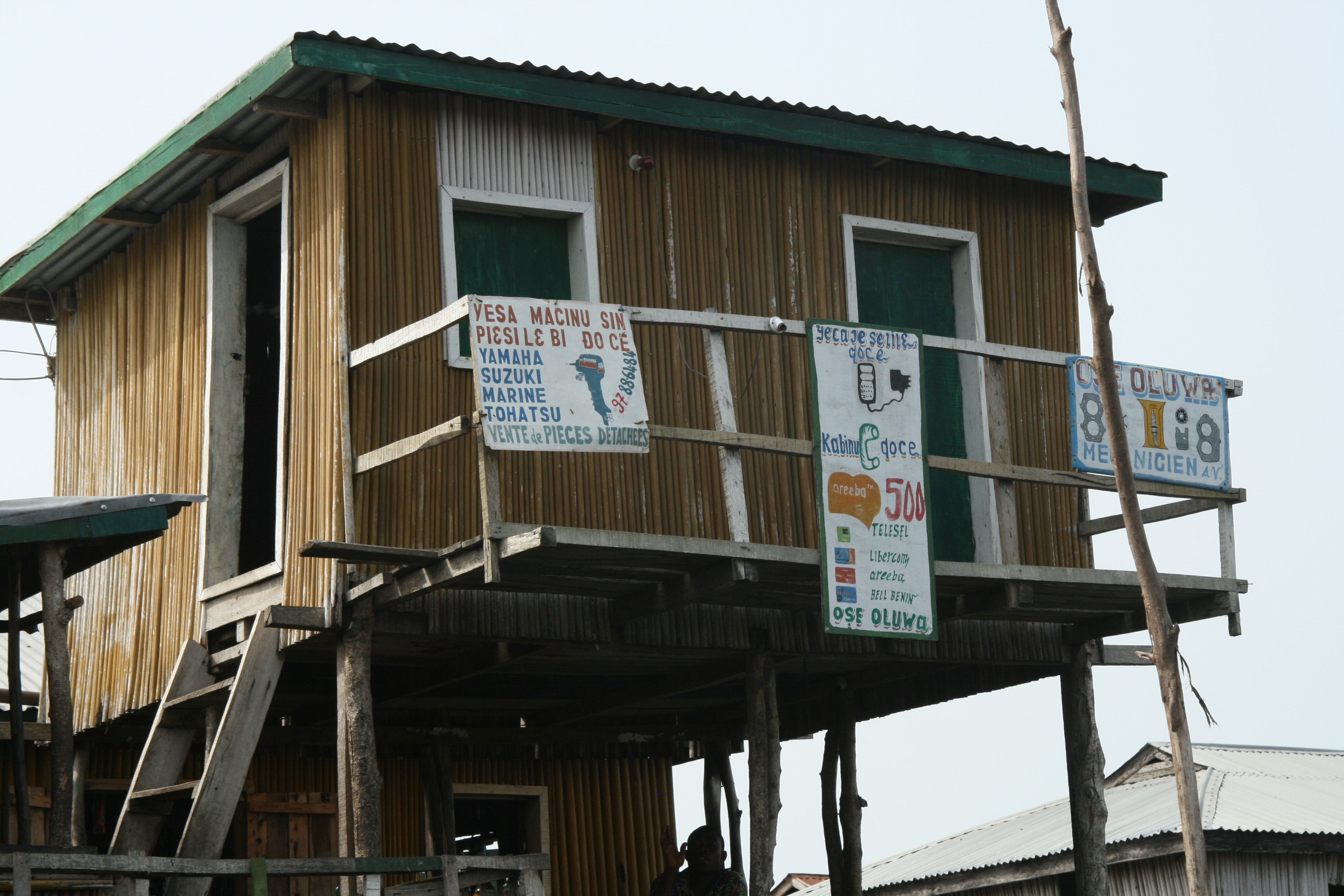
Señales bilingües
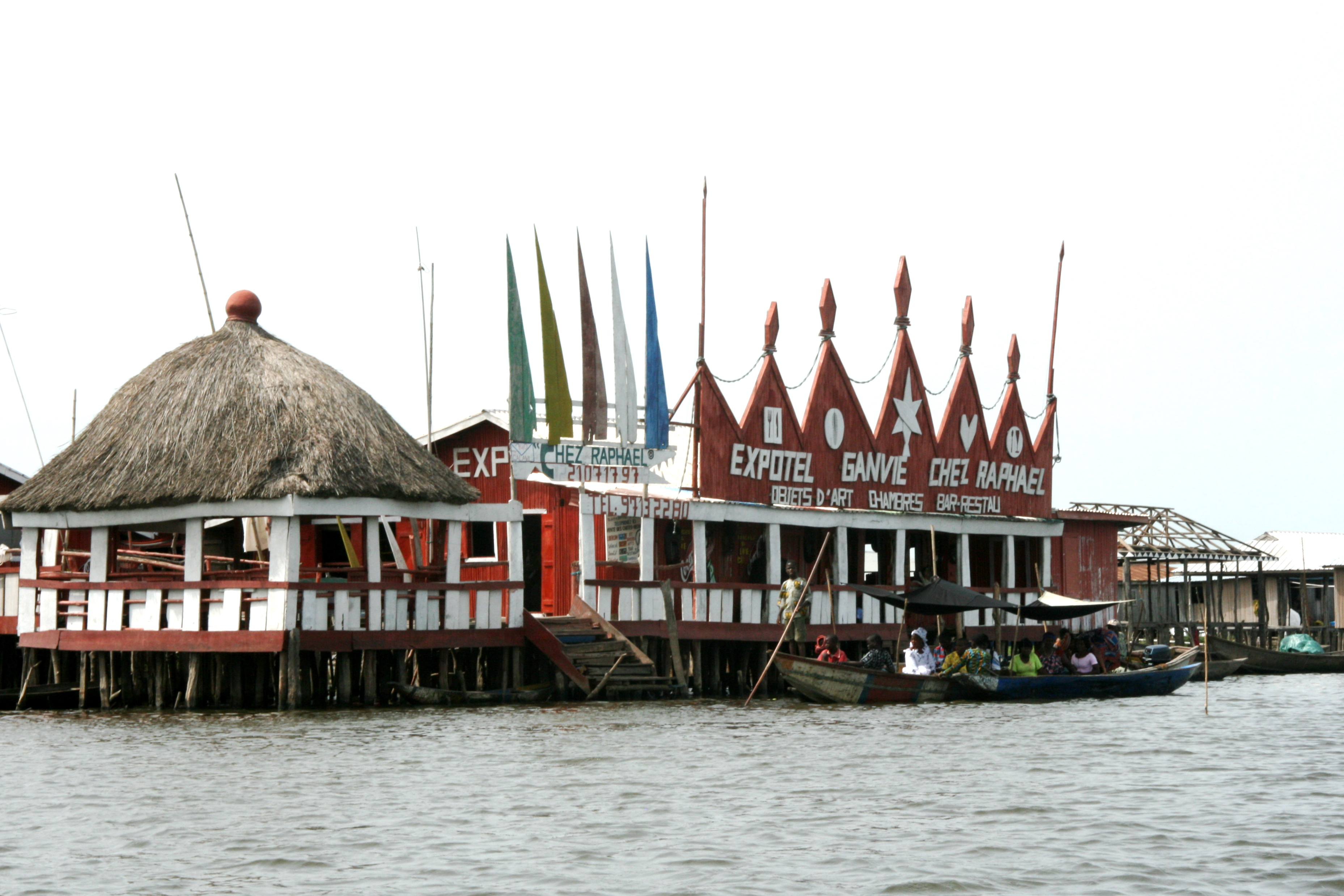
Hotel, restaurante
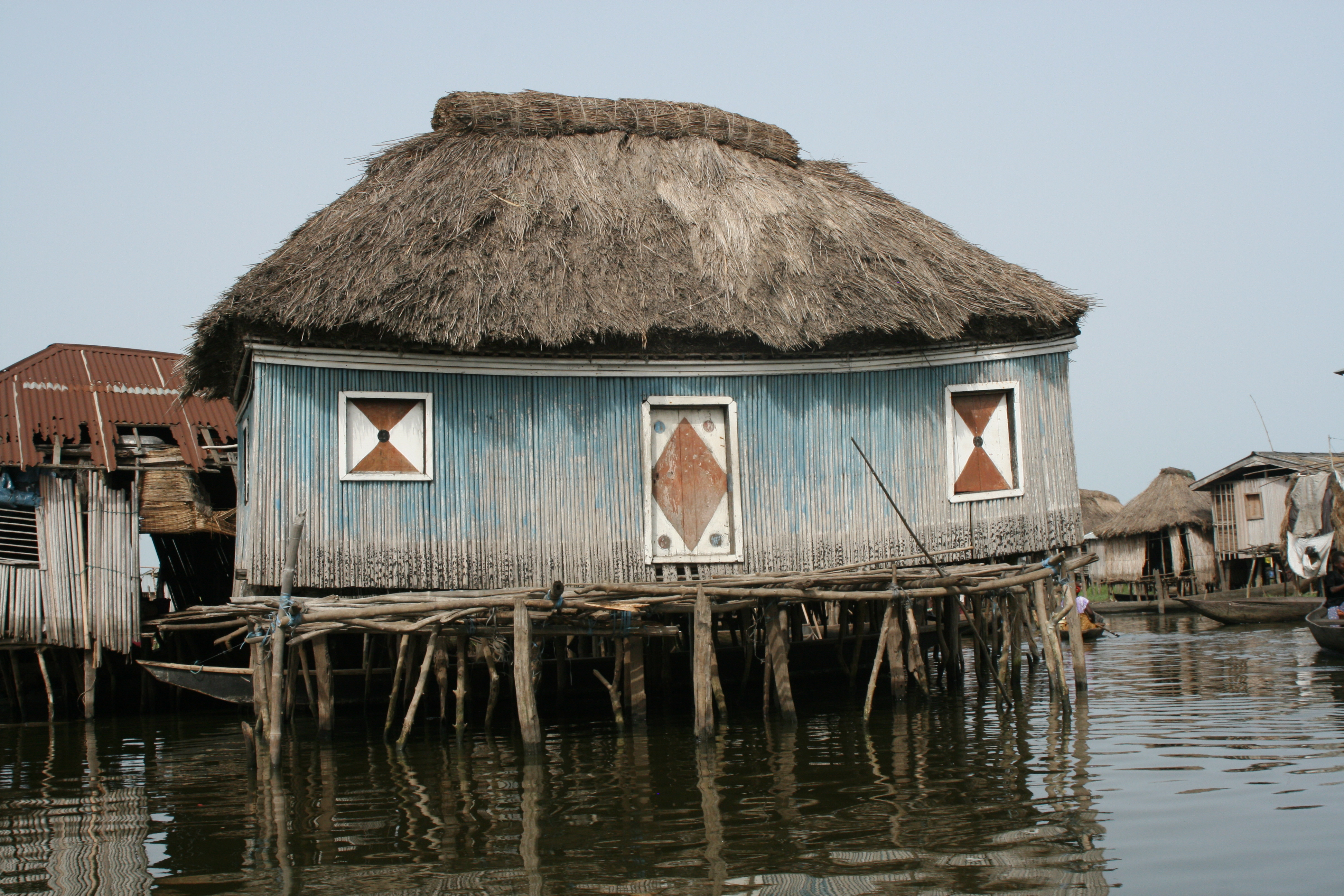
Finca urbana
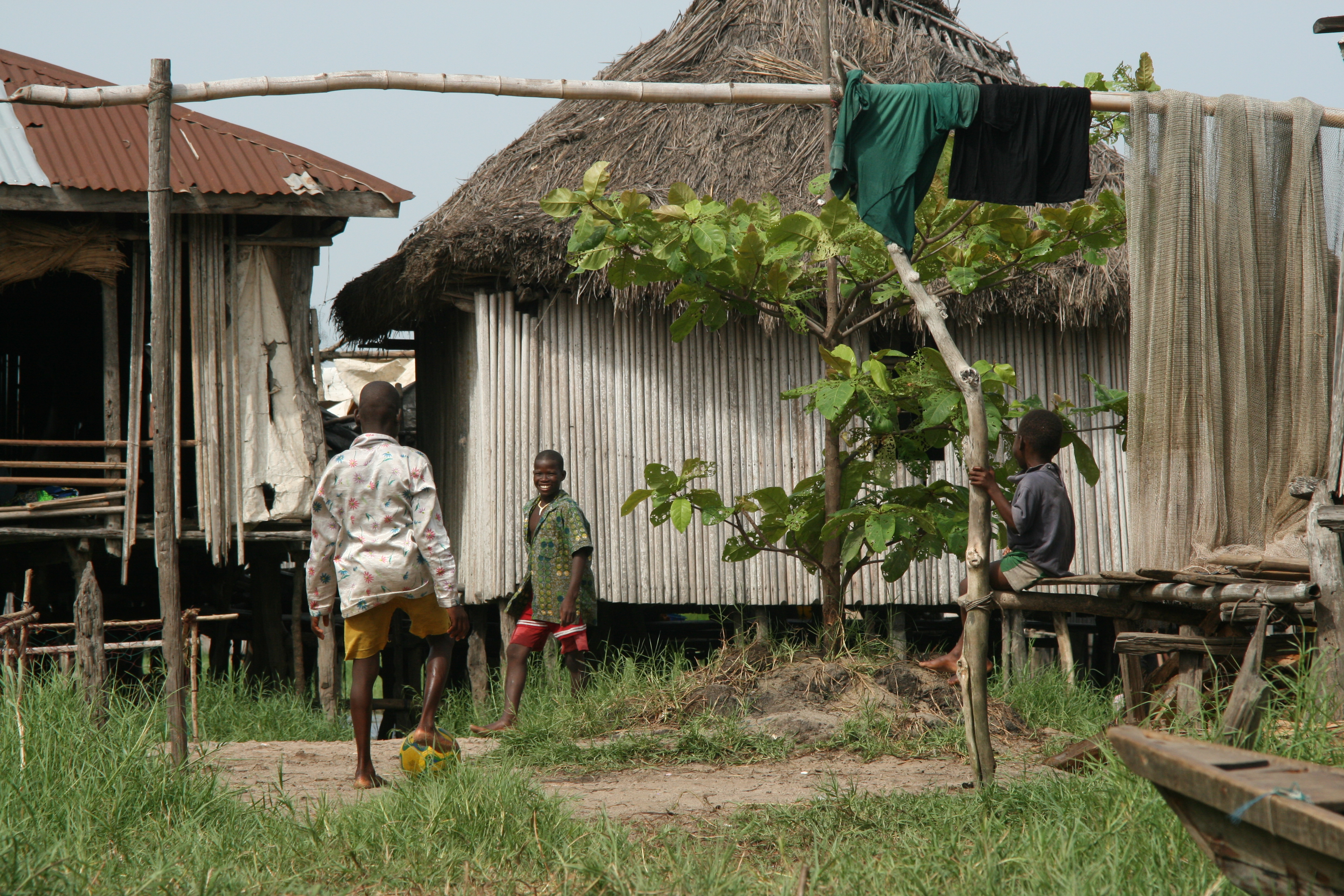
Campo de fútbol

## Patrimonio de la Humanidad
El sitio fue propuesto para su inclusión en la lista indicativa del Patrimonio de la Humanidad por la UNESCO en el año 1996. Tiempo después, el 31 de octubre del mismo año se incluyó en la categoría de «Cultura».